# Pollicidae
Pollicidae zijn een uitgestorven  familie van tweekleppigen uit de orde Veneroida.